# Masillabune
Il masillabune (gen. Masillabune) è un mammifero artiodattilo estinto, appartenente ai cheropotamidi. Visse nell'Eocene medio (circa 45-40 milioni di anni fa) e i suoi resti fossili sono stati ritrovati in Germania.

## Descrizione
Questo animale doveva essere vagamente simile a un tragulo attuale, sia come aspetto che come dimensioni, ma come tutti i cheropotamidi era dotato di una lunga coda e di zampe più corte. Masillabune era caratterizzato da denti a corona bassa (brachidonti) e bunodonti, dotati di cuspidi arrotondate. La mandibola, simile a quella di Haplobunodon ma dall'angolo posteriore arrotondato, si innalzava posteriormente. La specie tipo, Masillabune martini, è conosciuta per uno scheletro appartenente a un esemplare giovane, dotato ancora di premolari da latte e privo di diastemi tra i denti.

## Classificazione
Masillabune è considerato uno dei più antichi e arcaici rappresentanti dei cheropotamidi, un gruppo di artiodattili tipici dell'Eocene, di piccole dimensioni e dalla dentatura vagamente simile a quella dei suidi. Inizialmente venne considerato un genere ancestrale alla famiglia degli antracoteriidi, comprendente anche animali di talia notevole e dalle forme pesanti. 
La specie tipo è Masillabune martini, descritta per la prima volta da Tobien nel 1980 sulla base di uno scheletro in ottimo stato di conservazione proveniente dal giacimento di Messel, in Germania; la specie M. franzeni, descritta nel 1989, proviene invece dal giacimento della Geiseltal, sempre in Germania e di età simile.

## Paleoecologia
Masillabune doveva essere un piccolo erbivoro piuttosto agile, dotato di denti caniniformi anteriori che potrebbero indicare anche una dieta parzialmente carnivora o che forse avevano una funzione per il combattimento intraspecifico. L'esemplare proveniente da Messel conserva al suo interno i resti dell'ultimo pasto dell'animale, che comprendono varie foglie di piante simili all'alloro e altro materiale vegetale non identificato.